# انتخابات قيادة الاتحاد الديمقراطي المسيحي في ألمانيا يناير 2021
جرت انتخابات قيادة الاتحاد الديمقراطي المسيحي لعام 2021 في الفترة من 15 إلى 16 كانون الثاني / يناير 2021 في المؤتمر الثالث والثلاثين للحزب لانتخاب زعيم للاتحاد الديمقراطي المسيحي في ألمانيا.
جاءت الانتخابات بسبب استقالة الزعيمة أنغريت كرامب كارينباور في شباط / فبراير 2020. حيث تم انتخاب كرامب كارينباور في تشرين الثاني / نوفمبر 2018، وبينما كانت تحظى بشعبية في البداية، عانت سلسلة من الصعوبات قبل فترة وجيزة من الانتخابات الأوروبية لعام 2019. كانت استقالتها ناجمة عن فشلها في فرض الانضباط في فرع تورينغن التابع للحزب خلال أزمة حكومة تورينغن. كان من المقرر أصلاً إجراء الانتخابات لاختيار خلفها في 25 نيسان / أبريل 2020 في برلين، ولكن تأجلت بسبب جائحة فيروس كورونا. في 14 أيلول / سبتمبر 2020، أعلن الأمين العام بول زيمياك ‏ أن المؤتمر، بسبب الوباء، سيعقد كاجتماع ليوم واحد في 4 كانون الأول / ديسمبر 2020. ومع ذلك في أواخر تشرين الأول / أكتوبر تم تأجيل الانتخابات مرة أخرى بسبب ارتفاع حالات الإصابة بفيروس كورونا على الصعيد الوطني. تم عقد مؤتمر افتراضي في 15-16 كانون الثاني / يناير، مع انتخاب الزعيم الجديد في 16 يناير. تم تأكيد المنتصر رسمياً عبر تصويت بريدي في 22 كانون الثاني / يناير.
ترشح ثلاثة أشخاص في الانتخابات. أعلن نوربرت روتغين، رئيس لجنة الشؤون الخارجية في بوندستاغ ترشيحه في 18 شباط / فبراير. تبع ذلك في 25 شباط / فبراير إعلان مشترك من الوزير-الرئيس لولاية شمال الراين-وستفاليا أرمين لاشيت، الذي أعلن نيته الترشح للقيادة، بموافقة وزير الصحة الفيدرالي ينس شبان. بعد ساعات قليلة، أعلن فريدرش ميرتس، الزعيم السابق لمجموعة CDU/CSU في بوندستاغ، عن ترشيحه.
فاز ميرتس بأغلبية الأصوات في الجولة الأولى من الانتخابات، حيث حصل على 385 (39٪) مقابل 380 لاشيت (38٪)، بينما احتل روتغين المركز الثالث برصيد 224 (23٪). انتخب لاشيت في جولة الإعادة، وحصل على 521 (52.8٪) من أصوات المندوبين، بينما فاز ميرتس بـ 466 (47.2٪). تم تأكيد لاشيت رسمياً من خلال تصويت عبر البريد في 22 كانون الثاني / يناير، وحصل على 83.4٪ من الأصوات.